# Anastasija Myskina
Anastasija Andrejevna Myskina (Russisch: Анастасия Андреевна Мыскина) (Moskou, 8 juli 1981) is een voormalig tennisspeelster uit Rusland. Zij begon met tennis toen zij zes jaar oud was. Haar favoriete ondergrond is gravel. Zij was actief in het proftennis van 1998 tot en met 2007.

## Loopbaan
In 1999 won Myskina haar eerste WTA-titel, op het WTA-toernooi van Palermo – in de finale versloeg ze de Spaanse Ángeles Montolio.
In 2004 werd zij de eerste Russische tennisspeelster die een grandslamtoernooi op haar naam schreef: op Roland Garros versloeg zij in de finale haar landgenote Jelena Dementjeva. Op de Olympische spelen van 2004 in Athene bereikte zij de halve finale. Haar hoogste notering op de enkelspelranking is de tweede plaats (13 september 2004). Ook op de WTA Tour Championships van 2004 bereikte zij de halve finale. In totaal won zij tien WTA-enkelspeltitels, de laatste in 2005 in Calcutta.
Haar beste dubbelspelresultaat op de grandslamtoernooien is het bereiken van de halve finale, op de Australian Open 2005, samen met Vera Zvonarjova. Daardoor bereikte Myskina in februari 2005 haar hoogste notering op de dubbelspelranking: de vijftiende plaats. Myskina won vijf WTA-dubbelspeltitels, in de periode 2004 tot en met 2006.
In 2007 kon ze wegens blessures nauwelijks aan spelen toe komen. Bij het begin van het seizoen kreeg ze een voetkwetsuur waardoor ze niet aan de Australian Open kon deelnemen. Ze speelde daarna nog slechts één wedstrijd: de eerste ronde van Roland Garros 2007, waarin ze verloor van Meghann Shaughnessy. Enkele weken later kondigde ze aan dat ze vanwege de voetblessure geen toernooien meer zou spelen.
In december 2007 meldde Myskina in een interview met een Russisch dagblad dat zij vier maanden zwanger was. Op 28 april 2008 werd zij moeder van een zoon, Zhenya. In 2010 kreeg ze een tweede zoon, Georgiy, en op 1 maart 2012 een derde, Pavel. Zij heeft de identiteit van de vader van haar kinderen nooit bekendgemaakt.
Na haar tenniscarrière heeft ze gewerkt voor de Russische televisie. In 2011 assisteerde ze Svetlana Koeznetsova op het toernooi van Roland Garros.

## Posities op deWTA-ranglijst
Positie per einde seizoen:
| jaar | rang enkelspel | rang dubbelspel |
| ---- | -------------- | --------------- |
| 2007 | 1065           | –               |
| 2006 | 16             | 78              |
| 2005 | 14             | 39              |
| 2004 | 3              | 16              |
| 2003 | 7              | 71              |
| 2002 | 11             | 185             |
| 2001 | 59             | 157             |
| 2000 | 58             | 141             |
| 1999 | 65             | 178             |
| 1998 | 293            | 541             |
| 1997 | 622            | 469             |
| 1996 | 813            | –               |
| 1995 | 920            | –               |

## Palmares
| Legenda                |
| ---------------------- |
| Grandslamtoernooi      |
| Olympische Spelen      |
| Year-End Championships |
| Tier I                 |
| Tier II                |
| Tier III               |
| Tier IV & V            |

### WTA-finaleplaatsen enkelspel
| nr.              | finale     | toernooi         | ondergrond    | tegenstandster       | score         |         |
| ---------------- | ---------- | ---------------- | ------------- | -------------------- | ------------- | ------- |
| gewonnen finales |            |                  |               |                      |               |         |
| 1.               | 1999-07-18 | WTA Palermo      | gravel        | Ángeles Montolio     | 3-6, 7-6, 6-2 | details |
| 2.               | 2002-09-15 | WTA Bahia        | hardcourt     | Eléni Daniilídou     | 6-3, 0-6, 6-2 | details |
| 3.               | 2003-02-16 | WTA Doha         | hardcourt     | Jelena Lichovtseva   | 6-3, 6-1      | details |
| 4.               | 2003-04-06 | WTA Sarasota     | gravel        | Alicia Molik         | 6-4, 6-1      | details |
| 5.               | 2003-09-28 | WTA Leipzig      | tapijt (i)    | Justine Henin        | 3-6, 6-3, 6-3 | details |
| 6.               | 2003-10-05 | WTA Moskou       | tapijt (i)    | Amélie Mauresmo      | 6-2, 6-4      | details |
| 7.               | 2004-03-06 | WTA Doha         | hardcourt     | Svetlana Koeznetsova | 4-6, 6-4, 6-4 | details |
| 8.               | 2004-06-05 | Roland Garros    | gravel        | Jelena Dementjeva    | 6-1, 6-2      | details |
| 9.               | 2004-10-17 | WTA Moskou       | tapijt (i)    | Jelena Dementjeva    | 7-5, 6-0      | details |
| 10.              | 2005-09-25 | WTA Calcutta     | hardcourt (i) | Karolina Šprem       | 6-2, 6-2      | details |
| verloren finales |            |                  |               |                      |               |         |
| 1.               | 2002-06-16 | WTA Birmingham   | gras          | Jelena Dokić         | 2-6, 3-6      | details |
| 2.               | 2002-06-22 | WTA Eastbourne   | gras          | Chanda Rubin         | 1-6, 3-6      | details |
| 3.               | 2002-09-29 | WTA Leipzig      | tapijt (i)    | Serena Williams      | 3-6, 2-6      | details |
| 4.               | 2003-11-02 | WTA Philadelphia | hardcourt (i) | Amélie Mauresmo      | 7-5, 0-6, 2-6 | details |
| 5.               | 2004-08-01 | WTA San Diego    | hardcourt     | Lindsay Davenport    | 1-6, 1-6      | details |
| 6.               | 2005-08-14 | WTA Stockholm    | hardcourt     | Katarina Srebotnik   | 5-7, 2-6      | details |
| 7.               | 2006-05-27 | WTA Istanbul     | gravel        | Shahar Peer          | 6-1, 3-6, 6-7 | details |
| 8.               | 2006-06-24 | WTA Eastbourne   | gras          | Justine Henin        | 6-4, 1-6, 6-7 | details |
| 9.               | 2006-08-13 | WTA Stockholm    | hardcourt     | Zheng Jie            | 4-6, 1-6      | details |

### WTA-finaleplaatsen vrouwendubbelspel
| nr.              | finale     | toernooi        | ondergrond    | partner            | tegenstandsters                            | score         |         |
| ---------------- | ---------- | --------------- | ------------- | ------------------ | ------------------------------------------ | ------------- | ------- |
| gewonnen finales |            |                 |               |                    |                                            |               |         |
| 1.               | 2004-09-19 | WTA Bali        | hardcourt     | Ai Sugiyama        | Svetlana Koeznetsova Arantxa Sánchez       | 6-3, 7-5      | details |
| 2.               | 2004-10-17 | WTA Moskou      | tapijt (i)    | Vera Zvonarjova    | Virginia Ruano Pascual Paola Suárez        | 6-3, 4-6, 6-2 | details |
| 3.               | 2005-09-25 | WTA Calcutta    | hardcourt (i) | Jelena Lichovtseva | Neha Uberoi Shikha Uberoi                  | 6-1, 6-0      | details |
| 4.               | 2005-10-09 | WTA Filderstadt | hardcourt (i) | Daniela Hantuchová | Květa Peschke Francesca Schiavone          | 6-0, 3-6, 7-5 | details |
| 5.               | 2006-05-07 | WTA Warschau    | gravel        | Jelena Lichovtseva | Anabel Medina Garrigues Katarina Srebotnik | 6-3, 6-4      | details |
| verloren finales |            |                 |               |                    |                                            |               |         |
| 1.               | 2003-10-05 | WTA Moskou      | tapijt (i)    | Vera Zvonarjova    | Nadja Petrova Meghann Shaughnessy          | 3-6, 4-6      | details |

### Gewonnen ITF-toernooien enkelspel
| nr. | finale     | toernooi | dotatie | tegenstandster in finale | score         |
| --- | ---------- | -------- | ------- | ------------------------ | ------------- |
| 1.  | 1997-10-12 | Batoemi  | $10.000 | Jelena Dementjeva        | 6-7, 6-4, 7-5 |
| 2.  | 1998-06-20 | Tallinn  | $10.000 | Minna Rautajoki          | 7-5, 6-3      |
| 3.  | 1999-06-27 | Gorizia  | $25.000 | Ángeles Montolio         | 6-1, 6-3      |

### Gewonnen ITF-toernooien dubbelspel
| nr. | finale     | toernooi | dotatie | partner           | tegenstandsters in finale          | score          |
| --- | ---------- | -------- | ------- | ----------------- | ---------------------------------- | -------------- |
| 1.  | 1997-06-17 | Istanbul | $10.000 | Jelena Dementjeva | Stela Penciu Seden Ozlu            | 6-0, 6-2       |
| 2.  | 1997-10-05 | Tbilisi  | $10.000 | Jelena Dementjeva | Hanna Zaporozjanova Vera Zhukovets | 3-6, 6-0, 6-4  |
| 3.  | 1997-10-12 | Batoemi  | $10.000 | Jelena Dementjeva | Danica Kováčová Irina Nossenko     | 6-1, 1-0, opg. |

## Resultaten grandslamtoernooien
| Legenda | Legenda                          |
| ------- | -------------------------------- |
| g.t.    | geen toernooi gehouden           |
| l.c.    | lagere categorie                 |
| –       | niet deelgenomen                 |
| G       | uitgeschakeld in de groepsfase   |
| 1R      | uitgeschakeld in de eerste ronde |
| 2R      | uitgeschakeld in de tweede ronde |
| 3R      | uitgeschakeld in de derde ronde  |
| 4R      | uitgeschakeld in de vierde ronde |
| KF      | uitgeschakeld in de kwartfinale  |
| HF      | uitgeschakeld in de halve finale |
| F       | de finale verloren               |
| W       | het toernooi gewonnen            |
| w-v     | winst/verlies-balans             |

### Enkelspel
| Toernooi           | 1999 | 2000 | 2001 | 2002 | 2003 | 2004 | 2005 | 2006 | 2007 |
| ------------------ | ---- | ---- | ---- | ---- | ---- | ---- | ---- | ---- | ---- |
| Australian Open    | –    | –    | –    | 2R   | KF   | KF   | 4R   | 4R   | –    |
| Roland Garros      | –    | 1R   | 1R   | 1R   | 2R   | W    | 1R   | 4R   | 1R   |
| Wimbledon          | –    | 3R   | 2R   | 3R   | 4R   | 3R   | KF   | KF   | –    |
| US Open            | 2R   | 1R   | 1R   | 3R   | KF   | 2R   | 3R   | 1R   | –    |
|                    |      |      |      |      |      |      |      |      |      |
| Tour Championships | –    | –    | –    | 1R   | 1R   | HF   | –    | –    | –    |

### Vrouwendubbelspel
| Toernooi        | 2000 |    | 2002 | 2003 | 2004 | 2005 | 2006 |
| --------------- | ---- | -- | ---- | ---- | ---- | ---- | ---- |
| Australian Open | –    | 1R | –    | 1R   | HF   | 2R   |      |
| Roland Garros   | 1R   | –  | –    | 3R   | 1R   | 3R   |      |
| Wimbledon       | –    | –  | 1R   | 2R   | 2R   | 3R   |      |
| US Open         | –    | –  | 1R   | –    | 1R   | –    |      |

### Gemengd dubbelspel
| Toernooi        | 2003 |    | 2005 | 2006 |
| --------------- | ---- | -- | ---- | ---- |
| Australian Open | –    | –  | 1R   |      |
| Roland Garros   | –    | HF | 2R   |      |
| Wimbledon       | 1R   | 2R | –    |      |
| US Open         | 1R   | –  | –    |      |